# Gasfabriek (Den Haag)

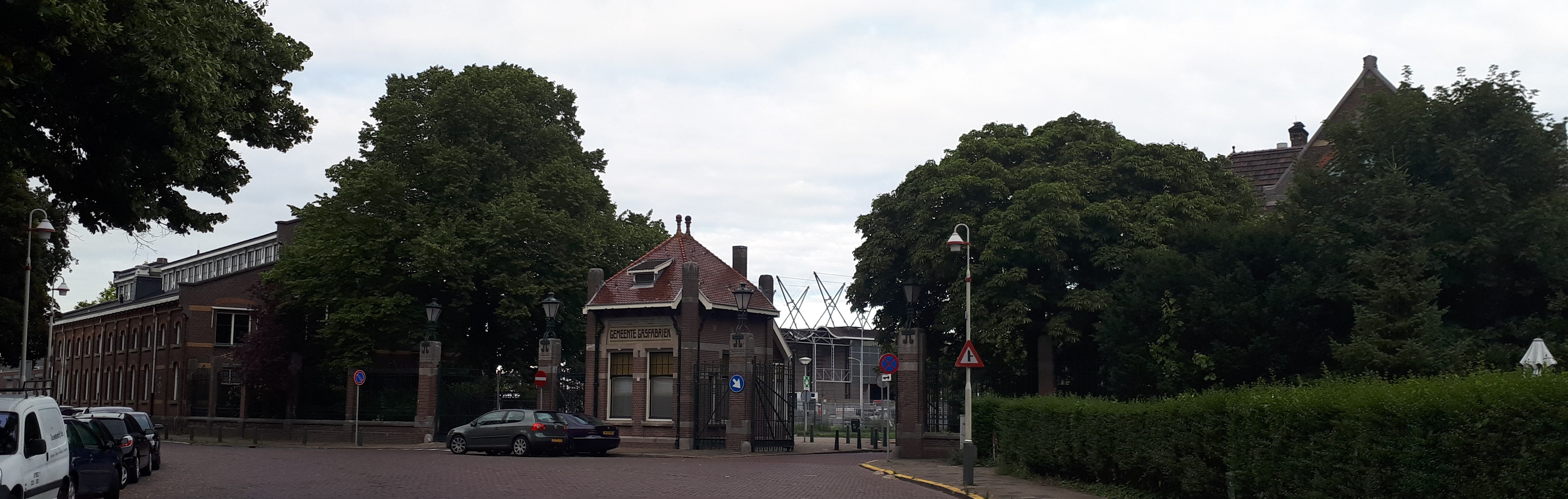
Gebouwen en poort van de voormalige gasfabriek aan het Trekvlietplein

Er zijn twee voormalige gasfabrieken in Den Haag.

## Eerste gasfabriek
De eerste Gemeentelijke Gasfabriek werd aan de Gaslaan gebouwd in 1875. Alleen het kantoorgebouw resteert.

## Tweede gasfabriek
De tweede Gemeentelijke Gasfabriek in Den Haag werd in 1905-1907 aan het Trekvlietplein gebouwd door ingenieur Visser, algemeen werd eerder aangenomen door de gemeentearchitect Adam Schadee en lag toen in de Binckhorstpolder aan de rand van de stad. De ligging aan de trekvaart was handig voor de aanvoer van kolen uit de haven van Rotterdam. Om het gas op te slaan werden door Pletterij Enthoven twee gashouders gebouwd met een hoogte van 53 meter. Tot 1968 stond er op het complex een fraaie watertoren.
Toen Den Haag als eerste gemeente in Nederland in 1915 naar elektrische straatverlichting overging, moest de gasfabriek aan de Gaslaan sluiten. Het complex in de Binckhorst groeide uit tot een complex van 17 hectare en een productie van 80.000.000m3 gas. Een bijproduct van de gasproductie was cokes, en de fabriek produceerde ook ammoniak en onkruidbestrijdingsmiddelen voor de Nederlandse Spoorwegen. 
In de vijftiger jaren begon de fabriek de restgassen van de raffinaderij van Shell in Pernis tot stadsgas te verwerken. In 1960 werd de gasbel bij Slochteren ontdekt en schakelden de huishoudens over op aardgas. het Gemeentelijk Gasbedrijf en het Gemeentelijk Electriciteitsbedrijf in Den Haag werden samengevoegd tot het Gemeentelijk Energiebedrijf. In juni 1967 werd het laatste stadsgas geproduceerd. Er zijn nog enkele gebouwen overgebleven, die in 2002 gerestaureerd werden en die nu tot rijksmonument zijn benoemd.

## Oorlogsmonumenten
In 2000 werden vlak achter het hek, dat toegang geeft tot het gemeentelijk terrein aan het Trekvlietplein, vier herdenkingsmonumenten onthuld, drie plaquettes zijn bevestigd op een muur en de vierde is aangebracht op een zuil. Zij herdenken 34 gemeente-ambtenaren die de Tweede Wereldoorlog niet overleefden:
- Medewerkers van het Gemeentelijk Energiebedrijf
- Medewerkers van het Gemeentelijk Gasbedrijf
- Medewerkers van de Gemeentereiniging
- Cornelis Geers (1910-1945) van de Gemeentelijke Plantsoenendienst

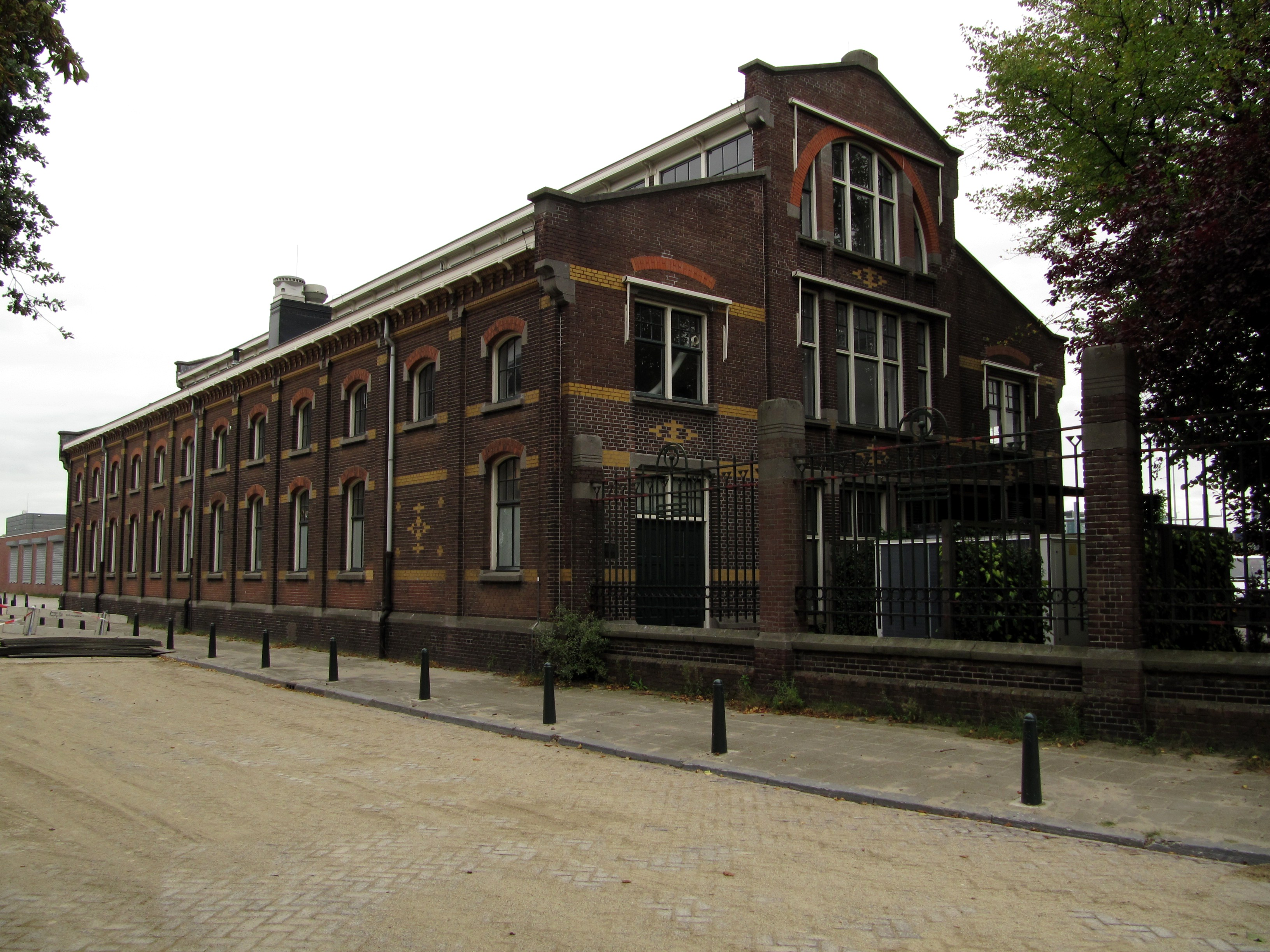
Fabriekshal Trekvlietplein
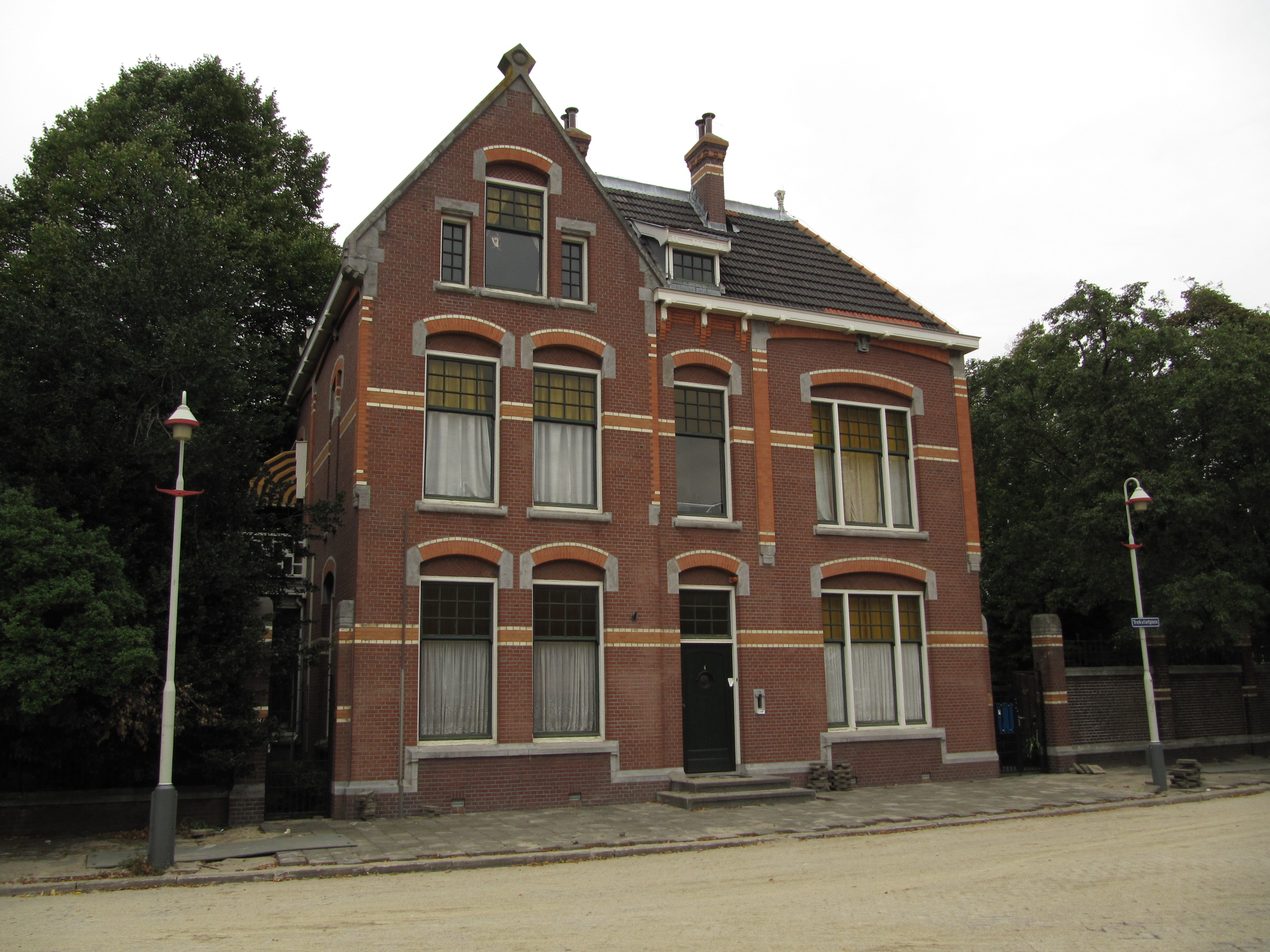
Directiewoning aan het Trekvlietplein
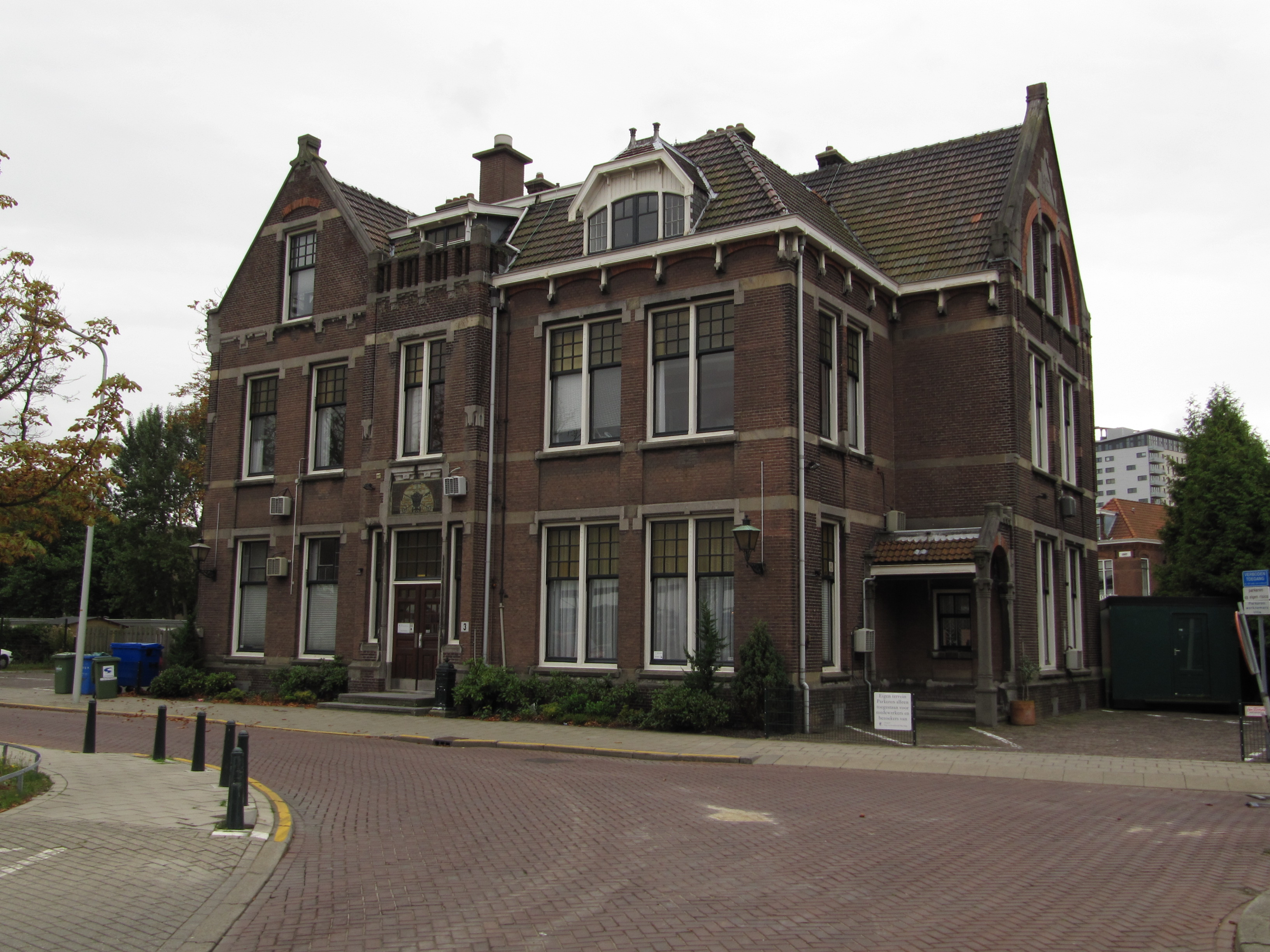
Kantoren aan het Trekvlietplein
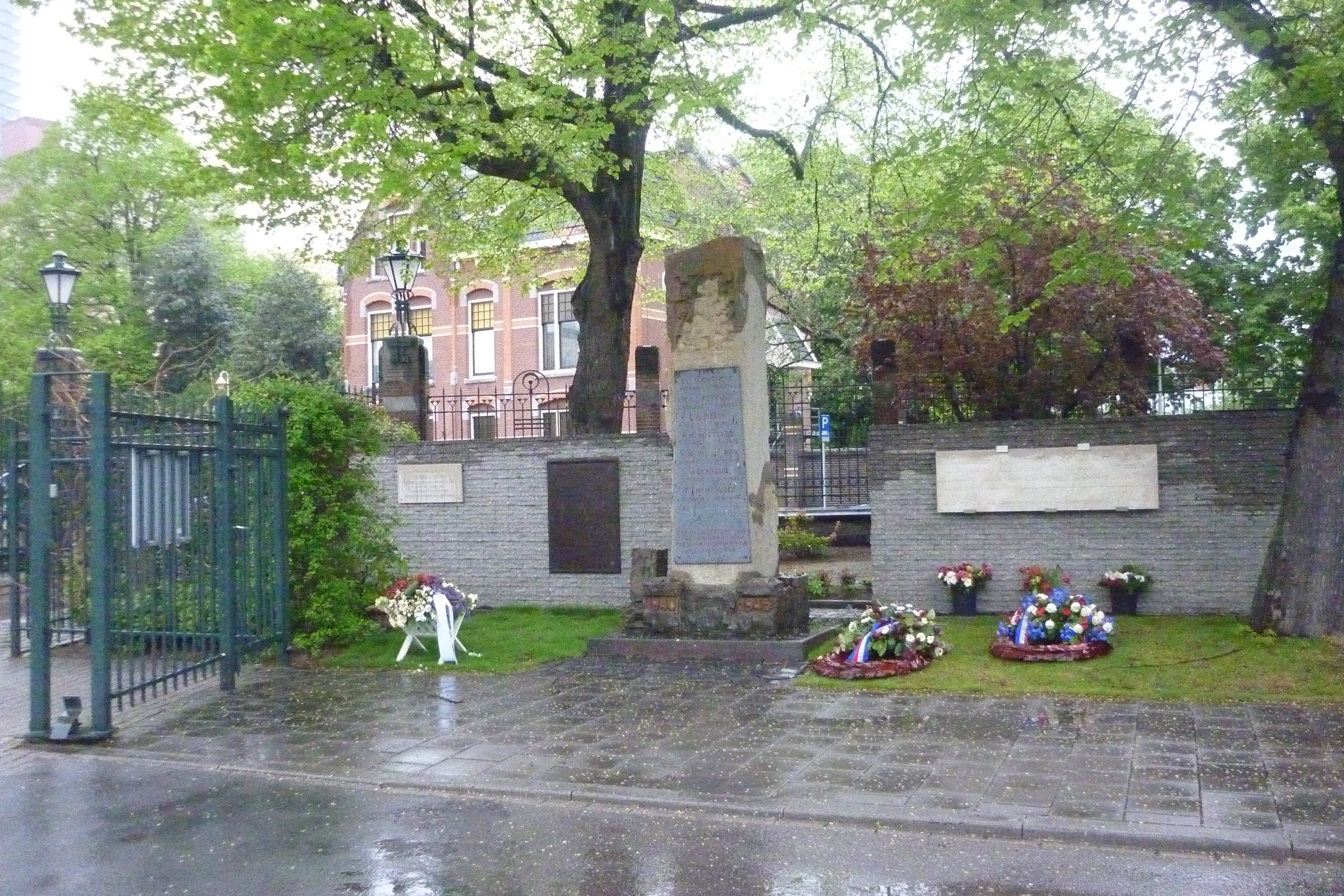
Oorlogsmonumenten